# Francesc Balagué i Anglada
Francesc Balagué i Anglada (Figueres, 2 de maig de 1902 - Nova York, 26 de gener de 1990) fou un empresari restaurador i nacionalista català, també conegut com a Frank Balagué. Va fugir per tal d'evitar el servei militar i s'establí a Nova York, on el 1920 fou un dels fundadors del Centre Nacionalista Català de Nova York, en nom del qual s'entrevistà algunes vegades amb Francesc Macià a París. Va mantenir una bona amistat amb Jaume Miravitlles i Navarra. Fundà diversos restaurants, va col·laborar en els Jocs Florals a l'exili i a la fi del franquisme va tornar a Figueres.